# Christian Gerlitz

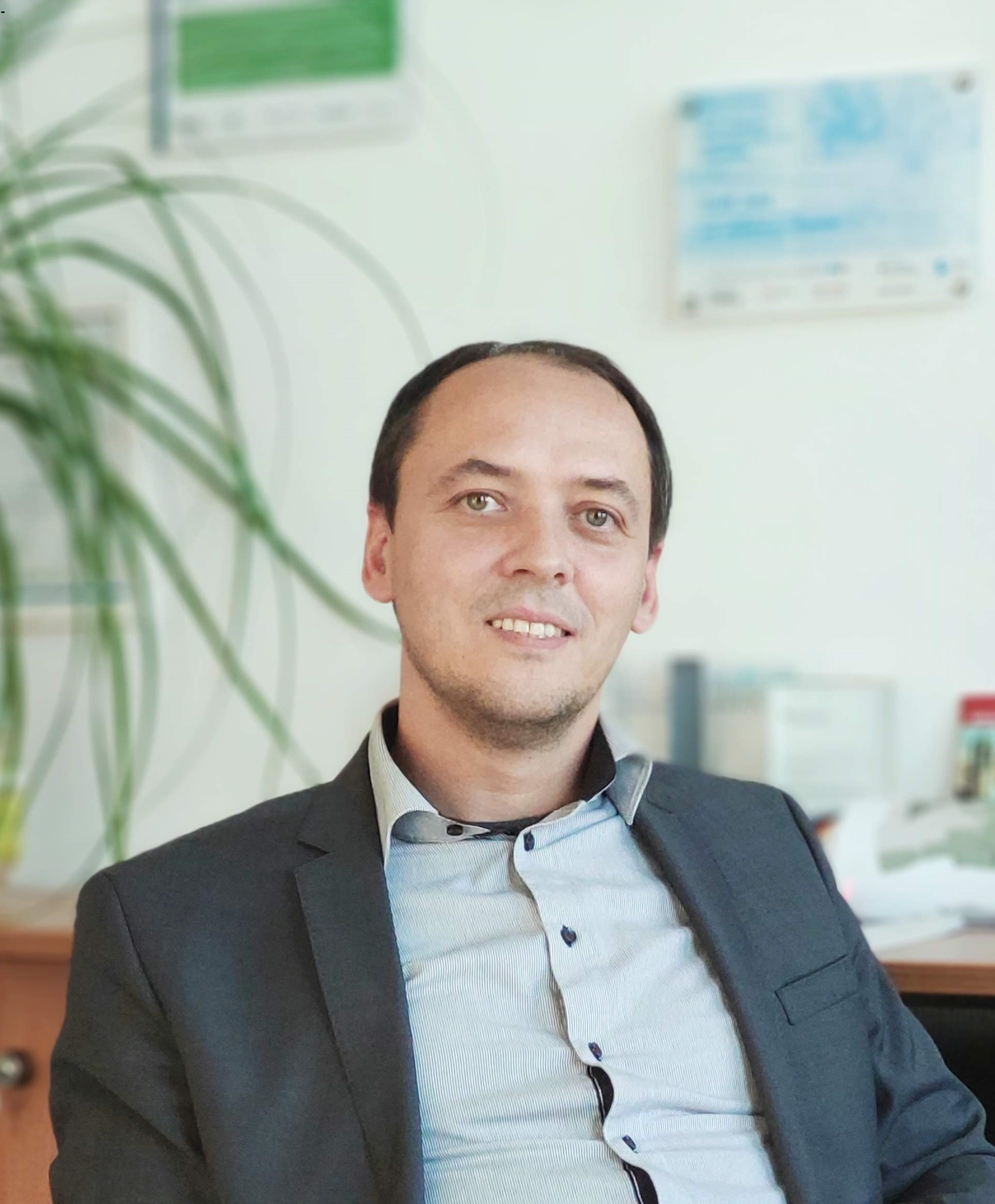
Christian Gerlitz (2020)

Christian Gerlitz (* 16. April 1982 in Gera) ist ein deutscher Politiker (SPD) und seit dem 1. Februar 2019 Bürgermeister und Dezernent für Stadtentwicklung der Stadt Jena.

## Werdegang
Gerlitz legte 2000 in Gera das Abitur und nach einem Studienaufenthalt in Dresden 2008 an der Friedrich-Schiller-Universität seinen Abschluss als Diplom-Wirtschaftsinformatiker ab. Bis zu seinen Amtsantritt als Bürgermeister war Gerlitz technischer Leiter des Bildungswerk BAU Hessen-Thüringen e.V.

## Politik
Seit 2008 ist Gerlitz Mitglied der Sozialdemokratischen Partei und seit 2010 Mitglied im Kreisvorstand der SPD Jena. Nach der Kommunalwahl 2014 wurde er zudem Stadtrat in Jena. Hier war er stellvertretender Ausschussvorsitzender im Stadtentwicklungsausschuss, Mitglied in verschiedenen Aufsichtsräten und engagierte sich vielfältig in der Stadtgesellschaft. Nach dem Wechsel an der Stadtspitze Jenas im Jahr 2018 wurde Gerlitz am 13. Juni 2018 vom Jenaer Stadtrat zum Bürgermeister (erster hauptamtlicher Beigeordneter) und Dezernent für Stadtentwicklung und Umwelt gewählt. Seit dem 1. Februar 2019 ist er somit auch der Stellvertreter des Jenaer Oberbürgermeisters Thomas Nitzsche.
Im Zuge des Corona-Pandemiemanagements sprach er sich im Frühjahr 2020 für eine Maskenpflicht im Kampf gegen das Coronavirus aus. Die Stadt Jena führte als erste deutsche Großstadt am 6. April 2020 eine Pflicht zum Tragen einer Mund-Nasen-Bedeckung beim Einkaufen, im öffentlichen Nahverkehr und am Arbeitsplatz ein.

## Privates
Gerlitz ist seit 2011 verheiratet und Vater zweier Söhne.